# Tomo Vereš
Tomo Vereš O.P. (24 de febrer de 1930, Subotica, Croàcia - † 9 de desembre de 2002, Zagreb, Croàcia) fou un frare dominic croat, filòsof i teòleg.

## Biografia
El 1949 entrà a l'Orde de Predicadors i començà els estudis a l' studium provinciale de Dubrovnik, després acabà una llicència a l'studium generale del Saulchoir, a França, el 1958. El 1958 tornà a Croàcia, després de ser ordenat sacerdot, i ensenyà durant set anys a l' studium de Dubrovnik. Després cursà estudis de filosofia a la Universitat de Friburg i a la facultat de teologia de Zagreb, on defensà la tesi el 1970 (El pensament i la praxis en Karl Marx. Assaig d'un diàleg filosòfico-teològic amb l'obra de Marx).
Des del 1974 ensenyà a la facultat de filosofia dels jesuïtes a Zagreb, introducció a la filosofia, filosofia de Karl Marx i de Tomàs d'Aquino, i participà en diversos congressos internacionals. Escrigué en hongarès, francès i en alemany. A més a més, fou el president del secretariat per als no-creients de la Conferència Episcopal de Iugoslàvia del 1976 al 1985. L'any 2000 li concediren el títol en mestre en sagrada teologia.
Els escrits de fra Vereš mostren un camp de recerca filosòfico-teològic: el millor coneixedor croat de les doctrines d'Albert el Gran, de Tomàs d'Aquino i de Jacques Maritain, entrà en diàleg amb els marxistes, estudià la doctrina social de l'Església Catòlica i la donà a conèixer a un gran públic, s'interessà per les qüestions de les minories nacionals.
Ostentà el títol del primer artífex del diàleg amb els marxistes. El Capítol General de l'Orde de Predicadors de Caleruega de 1958 ordenà que a tots els studia de l'Orde, en el marc de l'ètica, hi hagués ensenyament de sociologia, així com l'estudi i crítica dels errors del marxisme.